# El infierno tan temido
El infierno tan temido è  un film argentino del 1980 diretto da Raúl de la Torre.

## Trama
Per sostituire un collega, il giornalista vedovo Juan Risso si reca ad intervistare la giovane attrice Gracia César. Tra i due scatta una chimica che li porta ad intraprendere una relazione e programmare le nozze. Quando la storia finisce a causa di un tradimento di Gracia, Juan si trova a fare i conti con la vendetta crudele della donna, che gli invia una serie di fotografie erotiche che la ritraggono in atteggiamenti intimi con altri uomini.
Gracia continua a tormentare l'ex inviando le fotografie oscene anche ad amici e conoscenti dell'uomo, nonché alla figlia che studia in un collegio di suore. L'umiliazione dettata dall'accaduto porta Juan al suicidio.

## Produzione
Il film è ispirato all'omonimo racconto di Juan Carlos Onetti.
La sceneggiatura venne curata dallo stesso regista insieme ad Oscar Viale, mentre la colonna sonora fu affidata ad Astor Piazzolla. Il compositore pubblicò successivamente un disco con le musiche contenute nel film.

## Accoglienza
Nel libro Cine argentino: la otra historia, il critico cinematografico Sergio Wolf scrisse: "È possibile immaginare un mucchio di variabili adattate dal racconto di Onetti El infierno tan temido, senza ricorrere a quel disordine strutturale della storia che parte dall'apertura in un cimitero, per la feroce vendetta di Gracia César verso il giornalista Risso, nella versione che Raúl de la Torre girò nel 1980".
Jorge Ruffinelli affermò che "Nonostante la difficoltà del soggetto e l'epidemico fallimento degli adattamenti letterari, De la Torre esce con dignità e decoro in questo film che fa dell'ambientazione e, in una certa misura, della narrazione filmica il suo più grande pregio", apprezzando inoltre l'interpretazione di Alberto de Mendoza ("uno dei migliori ruoli della sua carriera") e di Graciela Borges (che conferì al personaggio di Gracia "un aspetto di intensità nevrotica forse necessario per la sua economia drammatica"), nonché le musiche e la fotografia.

## Riconoscimenti
- 1981 - Condor d'argento
  - Miglior film
  - Miglior regista a Raúl de la Torre
  - Migliore sceneggiatura adattata a Raúl de la Torre
  - Miglior attore a Alberto de Mendoza